# Grasshopper Club Zürich 2009-2010
Questa voce raccoglie le informazioni riguardanti il Grasshopper Club Zürich nelle competizioni ufficiali della stagione 2009-2010.

## Stagione
Nella stagione 2009-2010 il Grasshoppers, allenato da Ciriaco Sforza, concluse il campionato di Super League al 3º posto. In Coppa Svizzera il Grasshoppers fu eliminato al secondo turno dal Lugano.

## Rosa
| N. |                                 | Ruolo | Calciatore         |
| -- | ------------------------------- | ----- | ------------------ |
| 1  | Svizzera (bandiera)             | P     | Yann Sommer        |
| 2  | Svizzera (bandiera)             | D     | Kay Voser          |
| 3  | Brasile (bandiera)              | D     | Paulinho           |
| 4  | Spagna (bandiera)               | D     | Guillermo Vallori  |
| 5  | Svizzera (bandiera)             | D     | Josip Colina       |
| 6  | Svizzera (bandiera)             | D     | Boris Smiljanić    |
| 7  | Svizzera (bandiera)             | C     | Alain Schultz      |
| 8  | Bosnia ed Erzegovina (bandiera) | C     | Senad Lulić        |
| 9  | Argentina (bandiera)            | A     | Gonzalo Zárate     |
| 10 | Svizzera (bandiera)             | C     | Davide Callà       |
| 11 | Francia (bandiera)              | A     | Vincenzo Rennella  |
| 13 | Svizzera (bandiera)             | A     | Nassim Ben Khalifa |
| 14 | Bosnia ed Erzegovina (bandiera) | C     | Izet Hajrović      |
| 15 | Svizzera (bandiera)             | C     | Ricardo Cabanas    |
| 16 | Brasile (bandiera)              | A     | Rogério            |
| 17 | Uruguay (bandiera)              | D     | Enzo Ruiz          |

| N. |                         | Ruolo | Calciatore        |
| -- | ----------------------- | ----- | ----------------- |
| 18 | Italia (bandiera)       | P     | Lorenzo Bucchi    |
| 19 | Albania (bandiera)      | C     | Vullnet Basha     |
| 20 | Svizzera (bandiera)     | D     | Zlatko Hebib      |
| 21 | Montenegro (bandiera)   | A     | Samel Šabanović   |
| 23 | Lussemburgo (bandiera)  | D     | Jeff Strasser     |
| 24 | Filippine (bandiera)    | A     | Martin Steuble    |
| 25 | Svizzera (bandiera)     | C     | Endoğan Adili     |
| 27 | Svizzera (bandiera)     | C     | Bruce Lalombongo  |
| 28 | RD del Congo (bandiera) | C     | Nzuzi Toko        |
| 29 | Venezuela (bandiera)    | D     | Rolf Feltscher    |
| 30 | Svizzera (bandiera)     | A     | Guilherme Afonso  |
| 31 | Svizzera (bandiera)     | C     | Steven Zuber      |
| 32 | Svizzera (bandiera)     | C     | Gianluca D'Angelo |
| 33 | Svizzera (bandiera)     | P     | Raphael Spiegel   |
| 34 | Thailandia (bandiera)   | C     | Charyl Chappuis   |
| 35 | Serbia (bandiera)       | C     | Vero Salatic      |

## Organigramma societario
Area tecnica
- Allenatore: Ciriaco Sforza
- Allenatore in seconda: Salvatore Romano
- Preparatore dei portieri: Patrick Foletti
- Preparatori atletici: Harun Gülen

## Calciomercato

### Sessione estiva
| Acquisti | Acquisti          | Acquisti   | Acquisti |
| R.       | Nome              | da         | Modalità |
| -------- | ----------------- | ---------- | -------- |
| A        | Guilherme Afonso  | Sion       |          |
| D        | Jeff Strasser     | Fola Esch  |          |
| C        | Vullnet Basha     | Losanna    |          |
| P        | Lorenzo Bucchi    | Bellinzona |          |
| D        | Paulinho          | Aarau      |          |
| A        | Vincenzo Rennella | Lugano     |          |
| A        | Rogério           | Aarau      |          |
| P        | Yann Sommer       | Basilea    |          |

| Cessioni | Cessioni                  | Cessioni            | Cessioni |
| R.       | Nome                      | a                   | Modalità |
| -------- | ------------------------- | ------------------- | -------- |
| C        | Antônio Carlos dos Santos | Sion                |          |
| D        | Fabio Daprelà             | West Ham Utd        |          |
| C        | Ergün Berisha             | Udinese             |          |
| A        | Raúl Bobadilla            | Borussia M'gladbach |          |
| P        | Massimo Colomba           | Basilea             |          |
| P        | Steven Deana              | Vaduz               |          |
| P        | Eldin Jakupović           | Lokomotiv Mosca     |          |
| P        | Mario Kirev               | Juventus            |          |
| A        | Roland Linz               | Braga               |          |
| C        | Feliciano Magro           | Chiasso             |          |
| A        | Alessandro Riedle         | Stoccarda           |          |
| D        | Pasquale Sbarra           | APEP Pitsilia       |          |
| D        | Scott Sutter              | Young Boys          |          |

### Sessione invernale
| Acquisti | Acquisti | Acquisti | Acquisti |
| R.       | Nome     | da       | Modalità |
| -------- | -------- | -------- | -------- |

| Cessioni | Cessioni        | Cessioni   | Cessioni |
| R.       | Nome            | a          | Modalità |
| -------- | --------------- | ---------- | -------- |
| A        | Haris Seferović | Fiorentina |          |

## Risultati

### Super League

#### Prima fase, girone di andata
| Arbitro: | Kever |

|           |           |  |
| Burki 21’ | Marcatori |  |

| Arbitro: | Wermelinger |

|                                  |           |               |
| Callà 30’ Santos 58’ Khalifa 90’ | Marcatori | 11’ Obradović |

| Arbitro: | Bertolini |

|                              |           |             |
| Yakın 52’ Renggli 90’ (rig.) | Marcatori | 81’ Vallori |

| Arbitro: | Busacca |

|                                  |           |  |
| Doumbia 75’ (rig.) Yapi Yapo 80’ | Marcatori |  |

| Arbitro: | Laperrière |

|             |           |                                        |
| Schultz 68’ | Marcatori | 10’ Merenda 27’ Muntwiler 29’ Costanzo |

| Arbitro: | Studer |

|                                 |           |                  |
| Santos 15’ Callà 61’ Zárate 73’ | Marcatori | 24’ Chipperfield |

| Bellinzona 23 agosto 2009, ore 16:00 CEST 7ª giornata | Bellinzona | 0 – 0 referto | Grasshoppers | Stadio comunale (3 849 spett.)\| Arbitro: \| Hänni \| |
| Arbitro:                                              | Hänni      |               |              |                                                       |

| Arbitro: | Zimmermann |

|            |           |                                           |
| Salatic 8’ | Marcatori | 45’, 55’ (rig.) Ideye 57’ (rig.) Wüthrich |

| Arbitro: | Zimmermann |

|                                                        |           |                            |
| Alphonse 14’ Aegerter 41’ Vonlanthen 70’ Margairaz 73’ | Marcatori | 7’, 81’ Zárate 75’ Khalifa |

#### Prima fase, girone di ritorno
| Arbitro: | Bieri |

|                                              |           |  |
| Zárate 43’ Lulić 56’ Salatic 65’ Schultz 72’ | Marcatori |  |

| Arbitro: | Kever |

|                 |           |                                             |
| Mpenza 34’, 61’ | Marcatori | 53’ (rig.) Smiljanić 75’ Cabanas 90’ Zárate |

| Zurigo 3 ottobre 2009, ore 17:45 CEST 12ª giornata | Grasshoppers | 0 – 0 referto | Lucerna | Stadio Letzigrund (10 100 spett.)\| Arbitro: \| Wermelinger \| |
| Arbitro:                                           | Wermelinger  |               |         |                                                                |

| Arbitro: | Lechner |

|                                |           |           |
| Callà 13’ Smiljanić 76’ (rig.) | Marcatori | 69’ Degen |

| Arbitro: | Grossen |

|           |           |  |
| Frick 19’ | Marcatori |  |

| Arbitro: | Wermelinger |

|                                     |           |               |
| Huggel 34’, 90’ (rig.) Streller 41’ | Marcatori | 28’ Smiljanić |

| Arbitro: | Bieri |

|                                                                           |           |  |
| Lulić 12’, 70’ Zárate 20’, 76’ Callà 40’ Smiljanić 65’ (rig.), 88’ (rig.) | Marcatori |  |

| Arbitro: | Laperrière |

|  |           |            |
|  | Marcatori | 89’ Zárate |

| Arbitro: | Circhetta |

|             |           |  |
| Cabanas 53’ | Marcatori |  |

#### Seconda fase, girone di andata
| Arbitro: | Studer |

|                                       |           |                      |
| Yakın 2’, 60’ Chiumiento 34’ Ianu 47’ | Marcatori | 6’ Callà 85’ Cabanas |

| Arbitro: | Studer |

|                      |           |  |
| Zárate 62’ Zuber 90’ | Marcatori |  |

| Arbitro: | Circhetta |

|                                           |           |                       |
| Margairaz 19’ (rig.) Buff 52’ Mehmedi 90’ | Marcatori | 16’ Zuber 24’ Cabanas |

| Arbitro: | Laperrière |

|                      |           |  |
| Khalifa 45’ Toko 80’ | Marcatori |  |

| Arbitro: | Hänni |

|                  |           |                       |
| Chipperfield 60’ | Marcatori | 2’ Colina 58’ Cabanas |

| Arbitro: | Busacca |

|                                   |           |              |
| Rennella 42’ Smiljanić 79’ (rig.) | Marcatori | 69’ Costanzo |

| Arbitro: | Circhetta |

|                                   |           |  |
| Doumbia 6’, 69’, 82’ Bienvenu 12’ | Marcatori |  |

| Arbitro: | Grossen |

|                        |           |              |
| Cabanas 4’ Khalifa 90’ | Marcatori | 90’ Wüthrich |

| Arbitro: | Graf |

|                       |           |  |
| Khalifa 16’ Zuber 41’ | Marcatori |  |

#### Seconda fase, girone di ritorno
| Arbitro: | Bieri |

|              |           |                        |
| Sermeter 48’ | Marcatori | 12’ Khalifa 90’ Zárate |

| Arbitro: | Zimmermann |

|  |           |            |
|  | Marcatori | 41’ Zárate |

| Arbitro: | Laperrière |

|                        |           |                        |
| Zárate 53’ Salatic 61’ | Marcatori | 90’ (rig.) Lustrinelli |

| Arbitro: | Kever |

|  |           |             |
|  | Marcatori | 17’ Cabanas |

| Arbitro: | Bieri |

|                                                      |           |  |
| Zuber 3’ Cabanas 13’ Smiljanić 30’ (rig.) Zárate 81’ | Marcatori |  |

| Arbitro: | Hänni |

|         |           |  |
| Dié 85’ | Marcatori |  |

| Arbitro: | Bertolini |

|                                                  |           |  |
| Khalifa 6’ Cabanas 50’ Steuble 72’ Šabanović 86’ | Marcatori |  |

| Arbitro: | Studer |

|             |           |                                            |
| Mustafi 81’ | Marcatori | 41’ Zuber 66’ Zárate 72’ Khalifa 85’ Adili |

| Arbitro: | Circhetta |

|  |           |          |
|  | Marcatori | 38’ Ianu |

### Coppa Svizzera
| 19 settembre 2009, ore 18:00 CEST Primo turno | Chiasso | 0 – 3 | Grasshoppers |  |

| 18 ottobre 2009, ore 14:30 CEST Secondo turno | Lugano | 1 – 0 | Grasshoppers |  |

## Statistiche

### Statistiche di squadra
| Competizione   | Punti | In casa | In casa | In casa | In casa | In casa | In casa | In trasferta | In trasferta | In trasferta | In trasferta | In trasferta | In trasferta | Totale | Totale | Totale | Totale | Totale | Totale | DR  |
| Competizione   | Punti | G       | V       | N       | P       | Gf      | Gs      | G            | V            | N            | P            | Gf           | Gs           | G      | V      | N      | P      | Gf     | Gs     | DR  |
| -------------- | ----- | ------- | ------- | ------- | ------- | ------- | ------- | ------------ | ------------ | ------------ | ------------ | ------------ | ------------ | ------ | ------ | ------ | ------ | ------ | ------ | --- |
| Super League   | 65    | 18      | 14      | 1       | 3       | 42      | 13      | 18           | 7            | 1            | 10           | 23           | 30           | 36     | 21     | 2      | 13     | 65     | 43     | +22 |
| Coppa Svizzera | -     | 0       | 0       | 0       | 0       | 0       | 0       | 2            | 1            | 0            | 1            | 3            | 1            | 2      | 1      | 0      | 1      | 3      | 1      | +2  |
| Totale         | 65    | 18      | 14      | 1       | 3       | 42      | 13      | 20           | 8            | 1            | 11           | 26           | 31           | 38     | 22     | 2      | 14     | 68     | 44     | +24 |

### Andamento in campionato
| Giornata  | 1 | 2 | 3 | 4 | 5  | 6 | 7 | 8 | 9 | 10 | 11 | 12 | 13 | 14 | 15 | 16 | 17 | 18 | 19 | 20 | 21 | 22 | 23 | 24 | 25 | 26 | 27 | 28 | 29 | 30 | 31 | 32 | 33 | 34 | 35 | 36 |
| --------- | - | - | - | - | -- | - | - | - | - | -- | -- | -- | -- | -- | -- | -- | -- | -- | -- | -- | -- | -- | -- | -- | -- | -- | -- | -- | -- | -- | -- | -- | -- | -- | -- | -- |
| Luogo     | T | C | T | T | C  | C | T | C | T | C  | T  | C  | C  | T  | T  | C  | T  | C  | T  | C  | T  | C  | T  | C  | T  | C  | C  | T  | T  | C  | T  | C  | T  | C  | T  | C  |
| Risultato | P | V | P | P | P  | V | N | P | P | V  | V  | N  | V  | P  | P  | V  | V  | V  | P  | V  | P  | V  | V  | V  | P  | V  | V  | V  | V  | V  | V  | V  | P  | V  | V  | P  |
| Posizione | 8 | 4 | 6 | 9 | 10 | 8 | 8 | 8 | 8 | 8  | 7  | 7  | 7  | 7  | 8  | 7  | 5  | 5  | 5  | 4  | 4  | 4  | 4  | 3  | 3  | 3  | 3  | 3  | 3  | 3  | 3  | 3  | 3  | 3  | 3  | 3  |

Legenda:

Luogo: C = Casa; T = Trasferta. Risultato: V = Vittoria; N = Pareggio; P = Sconfitta.

### Statistiche dei giocatori
| E. Adili      | 2  | 1  | 0 | 0 |
| G. Afonso     | 7  | 0  | 0 | 0 |
| V. Basha      | 11 | 0  | 2 | 0 |
| L. Bucchi     | 4  | 0  | 1 | 0 |
| R. Cabanas    | 28 | 9  | 9 | 0 |
| D. Callà      | 22 | 5  | 7 | 0 |
| C. Chappuis   | 0  | 0  | 0 | 0 |
| J. Colina     | 23 | 1  | 2 | 0 |
| G. D'Angelo   | 13 | 0  | 1 | 0 |
| F. Daprelà    | 1  | 0  | 0 | 0 |
| R. Feltscher  | 21 | 0  | 5 | 0 |
| I. Hajrović   | 1  | 0  | 0 | 0 |
| Z. Hebib      | 0  | 0  | 0 | 0 |
| N. Khalifa    | 25 | 8  | 3 | 0 |
| B. Lalombongo | 2  | 0  | 0 | 0 |
| S. Lulić      | 15 | 3  | 4 | 1 |
| P. Paulinho   | 26 | 0  | 3 | 0 |
| V. Rennella   | 11 | 1  | 0 | 0 |
| R. Rogério    | 3  | 0  | 0 | 0 |
| E. Ruiz       | 11 | 0  | 2 | 0 |
| V. Salatic    | 34 | 3  | 9 | 0 |
| A. Santos     | 9  | 2  | 2 | 0 |
| A. Schultz    | 15 | 2  | 3 | 0 |
| H. Seferović  | 2  | 0  | 0 | 0 |
| B. Smiljanić  | 29 | 7  | 8 | 0 |
| Y. Sommer     | 33 | 0  | 2 | 0 |
| R. Spiegel    | 0  | 0  | 0 | 0 |
| M. Steuble    | 8  | 1  | 0 | 0 |
| J. Strasser   | 9  | 0  | 2 | 1 |
| N. Toko       | 18 | 1  | 3 | 0 |
| G. Vallori    | 26 | 1  | 3 | 1 |
| K. Voser      | 30 | 0  | 5 | 1 |
| S. Zuber      | 20 | 5  | 1 | 0 |
| G. Zárate     | 35 | 14 | 6 | 0 |
| S. Šabanović  | 3  | 1  | 0 | 0 |